# Edgar Sampson
Pour les articles homonymes, voir Sampson.
Edgar Melvin Sampson, né le 31 octobre 1907 à New York (État de New York) et mort le 16 janvier 1973 à Englewood (New Jersey), est un musicien américain de jazz.

## Biographie
Edgar Melvin Sampson commence à jouer du violon à l'âge de six ans et apprend le saxophone au lycée. Il travaille comme arrangeur et compositeur pour de nombreux groupes de jazz dans les années 1930 et 1940, sa composition la plus remarquable étant Stompin' at the Savoy.

## Compositions et arrangements
- Dark Rapture (Edgar Sampson, Benny Goodman, Manny Kurtz)
- If Dreams Come True (Edgar Sampson, Benny Goodman, Irving Mills)
- Lullaby in Rhythm (Edgar Sampson, Benny Goodman, Clarence Profit, Walter Hirsch)
- Stompin' at the Savoy (Edgar Sampson, Benny Goodman, Chick Webb, Andy Razaf)
- Hoopdee Whodee (Edgar Sampson)
- I'll Be Back for More (Edgar Sampson, Candido Camero, Sammy Gallop)
- Happy and Satisfied (Edgar Sampson, Walter Bishop)
- Cool and Groovy (Edgar Sampson)
- Blue Lou (Edgar Sampson, Irving Mills)
- The Blues Made Me Feel This Way (Edgar Sampson)
- Light and Sweet (Edgar Sampson, Bill Hardy)
- The Sweetness of You (Edgar Sampson)
- Don't Be That Way (Edgar Sampson, Benny Goodman, Mitchell Parish)

Source : notes de lignes tirées de Swing Softly Sweet Sampson, Coral Record CRL 57049 (1957)